# Jayne Brook
Jayne Brook (Northbrook (Illinois), 16 september 1960) is een Amerikaanse actrice. Ze is het meest bekend van haar rol als Diane Grad in het medisch drama Chicago Hope, waarin ze van 1995 tot 1999 een rol had.
Brook zat tot het einde van haar middelbareschoolperiode in 1978 op Glenbrook North High School. Daarna studeerde ze aan Duke University waar ze een bachelor kreeg. Haar eerste filmrol had ze in 1987 in Superman IV: The Quest for Peace.
Aan het einde van de jaren 80 werkte ze een tijd in Groot-Brittannië. Ze speelde er in de komedieserie Old Boy Network met acteurs Tom Conti en John Standing over vijf spionnen aan het einde van de Koude Oorlog.
In de jaren 90 had ze grotere rollen, in 1991 speelde ze in Don't Tell Mom the Babysitter's Dead, ze had een rol in L.A. Law en in 1995 had ze een rol in Bye Bye, Love, een film waarin ook Paul Reiser een rol had.
Toen ze de televisieserie Chicago Hope in 1999 na vier jaar verliet had ze kleine en grote rollen in meerdere televisieseries als Sports Night, The District, John Doe, Boston Legal, Grey's Anatomy en NCIS.
Brook is getrouwd met acteur en regisseur John Terlesky. Samen hebben ze twee dochters.